# ثور الکویست
ثور الکویست (انگلیسی: Thure Ahlqvist؛ ۲۰ آوریل ۱۹۰۷ – ۲۰ مارس ۱۹۸۳ (aged 75)) ورزشکار بوکس اهل سوئد بود.
وی در مسابقات کشوری و بین‌المللی در مجموع برندهٔ ۱ مدال نقره شده‌است.